# AVK (компания)

## История компании
Компания «AVK International A/S» является одним из крупнейших международных концернов и мировым лидером в производстве трубопроводной арматуры для водоснабжения, обработки сточных вод, газоснабжения и пожаротушения.
Основатель фирмы — Оге Вальдемар Кйер (Aage Valdemar Kjær), инициалы которого стали названием компании. Компания была основана в 1941 году как завод по производству холодильных компрессоров. В 1969 году компания «AVK» начала производство задвижек, впоследствии полностью перейдя на производство трубопроводной арматуры и расширив ассортимент: в настоящее время «AVK» производит также затворы, шиберные задвижки, обратные и воздушные клапаны, пожарные гидранты, водоразборные колонки, ремонтное оборудование. Арматура AVK является неремонтируемой и необслуживаемой, рекомендована для бесколодезной установки.
По состоянию на сентябрь 2018 года в компании работает более 3 900 сотрудников.
Годовой оборот компании по данным за 2016/2017 года составляет 4,7 млрд DKK ($733,966 млн) .

## География компании
Штаб-квартира «AVK International A/S» расположена в г. Гальтен (Дания). В настоящее время AVK International A/S имеет заводы и торговые представительства на всех континентах (в таких странах как Дания, Россия, Казахстан, Голландия, Германия, Франция, Испания, Великобритания, Польша, Корея, Китай, Малайзия, Саудовская Аравия, Индия, Арабские Эмираты, США, Австралия).
AVK International A/S — обладатель сертификата качества ISO 9001, экологического сертификата ISO 14001 и сертификата здоровья и безопасности труда OHSAS 18001. AVK работает со всеми принятыми в международной практике стандартами качества, включая ГОСТ.